# فرانکی شا
ریچل فرانسیس شا که با نام هنری فرانکی شا (انگلیسی: Frankie Shaw؛ زادهٔ ۱۹۸۱ میلادی) شناخته می‌شود، هنرپیشه، فیلمنامه‌نویس، کارگردان و تهیه‌کننده اهل ایالات متحده آمریکا است. وی از سال ۲۰۰۵ میلادی تاکنون مشغول فعالیت بوده است.
از فیلم‌ها یا برنامه‌های تلویزیونی که وی در آن نقش داشته است می‌توان به لالایی، قوی‌تر، سی‌اس‌آی: نیویورک، دو دختر ورشکسته، سلام خانم‌ها، آقای ربات، هوم کامینگ، حرکت ناگهانی ممنوع، آمرزش، سقوط کردن، بیماری‌های آشکار و ایالت کوهستان آبی اشاره کرد.